# Хевсуры
Хевсу́ры (груз. ხევსურები) — этнографическая группа грузин, коренное население горной области Хевсурети — на южных склонах Большого Кавказа в бассейне реки Хевсурская Арагви и в верховьях реки Аргун на северных склонах.

## История
В древнегрузинских летописях регионы Хевсурети и Пшави упоминаются под общим названием «Пхови», а их жители именуются «пховелами». Это подтверждается сведениями грузинского географа Вахушти Багратиони, который в своем описании северо-восточной части региона Кахети указывает:
«...ныне их называют пшавами и хевсурами, однако ранее они были известны как пховелы».
Он повторяет это в описании Пшави, отмечая:
«В древности эти две долины (Пшави и Хевсурети) называли Пхови, тогда как теперь им дали современные названия».
Кистины, соседствующие с Хевсурети, до сих пор называют хевсуров «пхиа» или «пхие», что этимологически соответствует названию «пховели».
Н. Я. Марр в горцах Грузии (хевсурах, пшавах) видел огрузинившиеся чеченские племена.
В Средние века и феодальный период хевсуры были освобождены от каких-либо налогов, однако были обязаны охранять северные границы Грузии. Во время нашествий на Картли и Кахети хевсуры посылали войско в поддержку царей Картли и Кахети. Хевсуры сыграли важную роль в Кахетинском восстании 1659-1660 годов.
До XIX века хевсуры фактически не подчинялись никакому государству. Они были православными, но у них сохранялось много пережитков язычества, особенно анимизма.
В 1812 году грузинский царевич Александр (участник борьбы за картли-кахетинский престол в последние годы его существования), пытавшийся освободить страну от российского владычества, после поражения в Кахетии от российских войск бежал к хевсурам. Это привело в 1813 году к походу в Хевсуретию отряда российских войск под командованием генерала Симановича. Хевсуры оказали сопротивление, но были разбиты. Российскими войсками было взято главное селение хевсурского народа Шатиль.
До конца XIX века хевсуры сохранили чрезвычайно много первобытного. Деревни хевсуров были родовыми союзами, внутри которых брак был запрещен. Кровная месть была священным долгом не только для кровных родственников, но даже для однофамильцев. Около каждого дома в хевсурском селении была башня, в которой были запасы еды и питья. Пока хевсурские мужчины выясняли отношения с соседями, старики, женщины и дети отсиживались в этих башнях.
Умение сражаться холодным оружием у хевсуров всегда считалось главным достоинством мужчины. Но в стычках между односельчанами (шугули) до тяжелых ран, а тем более до убийства дело доходило редко. Высшим мастерством считалось лишь слегка оцарапать лицо. Для этого использовались боевые кольца.
Хевсуры сохраняли многие особенности традиционного уклада в советское время — костюм, оружие, обычаи, жилище и пр. В конце 1950-х годов хевсуров принудительно переселяли на равнины, в результате чего часть высокогорных деревень опустели. Переселение хевсур выполнялось с привлечением армейских подразделений, на дорогах были выставлены кордоны, чтобы никто не мог вернуться назад в горы.

## Язык
Тушины, Пшавы и Хевсуры говорят испорченным Грузинским языком, с примесью слов Кистинских. Тушины Пирикительского и Цовского обществ говорят и по Кистински, ибо они происходят от Кистин (Клапрот (T. du C. стр. 91) причисляет всех Тушин к племени Кистин.). Письмен не имеют. Должно полагать, что они были первобытными обитателями Грузии.

Тушинские два общества: Цовское и Пирикительское, и Хевсурские: Архотиони, Шатилиони и Пирикительское, кроме грузинского, говорят еще кистинским, (чеченским) наречием. Остальные Хевсуры и Пшавцы говорят таким древним грузинским языком, что едва ли половина нынешних жителей долин Грузии поймет их. Так например, в разговоре их замечаешь книжные слова: бегели — амбар, лашкари — войско, талавари — платье и много других; остальные же жители округа все говорят обыкновенным грузинским языком.

Говорят хевсуры на старинном грузинском языке, в котором не имеется многих слов теперешнего грузинского языка. Замечается также некоторая разница в выговоре и ударении. Многие слова, в особенности у северных хевсур, позаимствованы из чеченского языка.

## Культура и быт хевсур
Основные занятия хевсуров — разведение крупного рогатого скота, овцеводство и земледелие: возделывание злаковых культур. Также хевсуры мастерски обрабатывают шерсть: ткут ткани и вяжут носки. Кроме того развиты ремёсла вышивки, резьбы по дереву, златокузнечество. Из иллюстрированного журнала «Искры» от 18 августа 1913 года: 

Хевсуры, маленькое умирающее кавказское племя (6,5 тысяч душ), живет в труднодоступных долинах верховий реки Арагвы. Несмотря на свою малочисленность, они представляют сложную этнографическую смесь и произошли, вероятно, от беглецов различных национальностей, искавших в этих высоких местах убежища и спасения во время междоусобиц. По языку хевсуры близки к грузинам, хотя их наречия не понимают настоящие грузины живущие в центре. Свойства их характера: гостеприимство, речистость, гордость и ничем не сдерживаемая вспыльчивость. Это приводит к постоянным кровавым столкновениям, с десятками убитых и раненых. Вследствие этого хевсуры всегда, даже на полевых работах вооружены с ног до головы. В религиозных отношениях хевсур — официально христиан — сохранилось много языческих, магометанских и даже еврейских черт. Они празднуют и магометанскую пятницу, и еврейскую субботу, и христианское воскресение. Для совершения обрядов у них существует целая иерархия жрецов, капища, жертвенные сосуды, кровавые жертвы и т. п. Занимаются хевсуры отчасти земледелием, но главным образом скотоводством и охотой. Охотники они замечательные.

## Антропология
Антропологически хевсуры принадлежат к кавкасионному типу европеоидной расы, выше среднего роста, мезокефалы с голубыми, порой серо-зелёными глазами и светло-русыми волосами. В Хевсурети и в Пшави встречаются как блондины, в основном рыжие, так и брюнеты со смуглой кожей и лицом.

## Хевсуры в художественной литературе и кинематографе
- Аркадий Гайдар «Всадники неприступных гор», 1927, повесть.
- Михаил Джавахишвили «Белый воротничок», 1925, роман.
- Важа-Пшавела «Алуда Кетелаури», поэма, перевод Н. Заболоцкого.
- А. Чжимбэ «Люди ущелий: роман из жизни хевсур», 1928, роман, с очерком В. А. Гурко-Кряжина «В Хевсурских альпах».
- «Элисо». Фильм 1928.
- Е. Бобинская, К. Гертель «Месть Кабунаури», 1931, повесть.
- Художественный фильм "Последние крестоносцы" (1934)
- Художественный фильм «Хевсурская баллада» (1966).
- Художественный фильм «Мольба», режиссер Тенгиз Абуладзе

## Иллюстрации

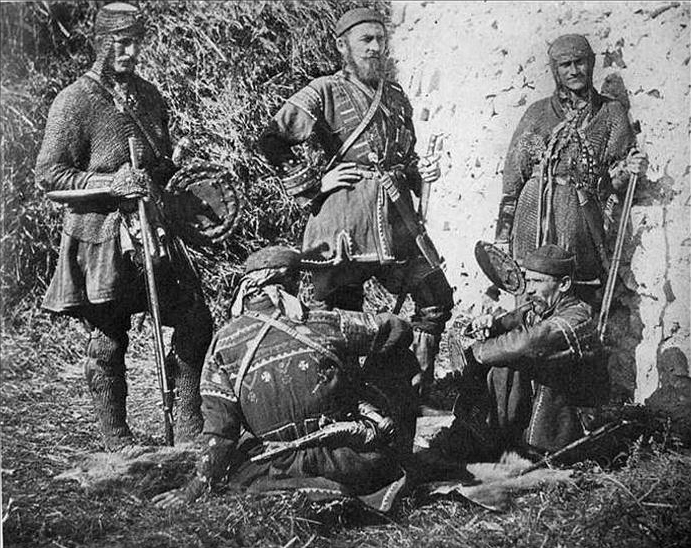
Хевсуры в традиционных костюмах и доспехах, 1901 год.
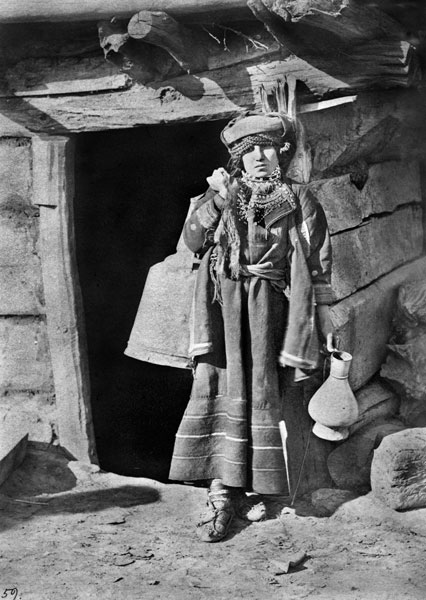
Хевсурка в традиционном костюме, 1881 год.
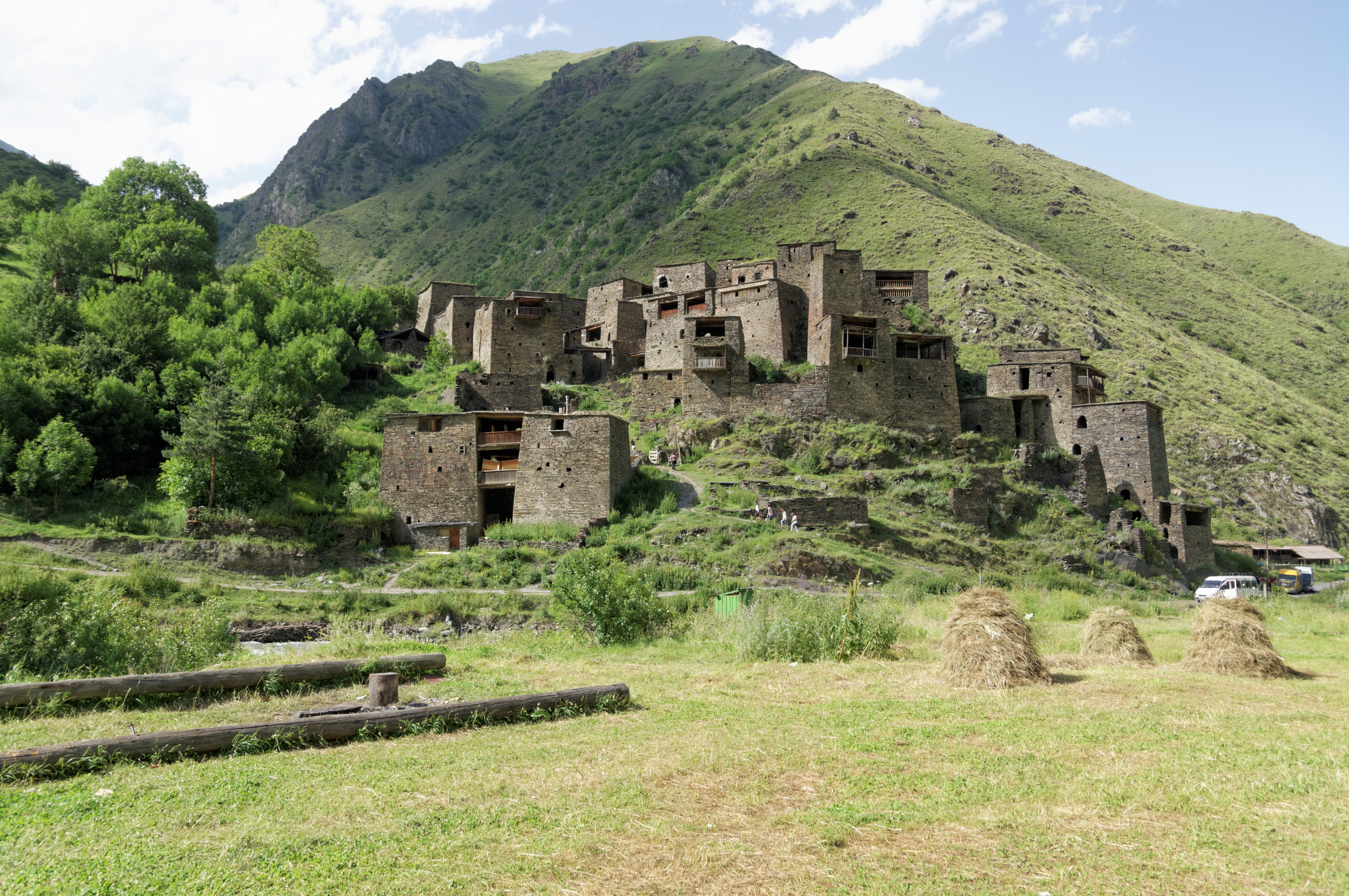
Укреплённая деревня Шатили.
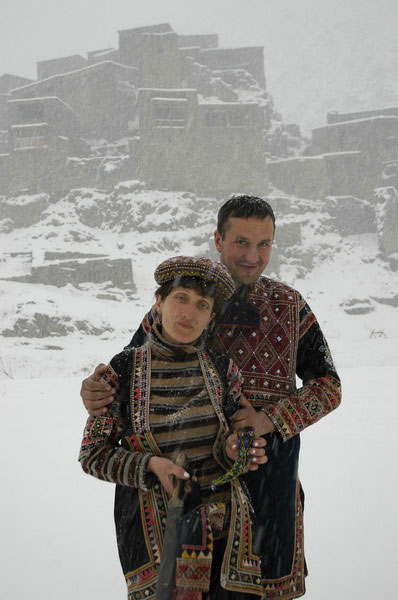
Хевсуры Шатили.
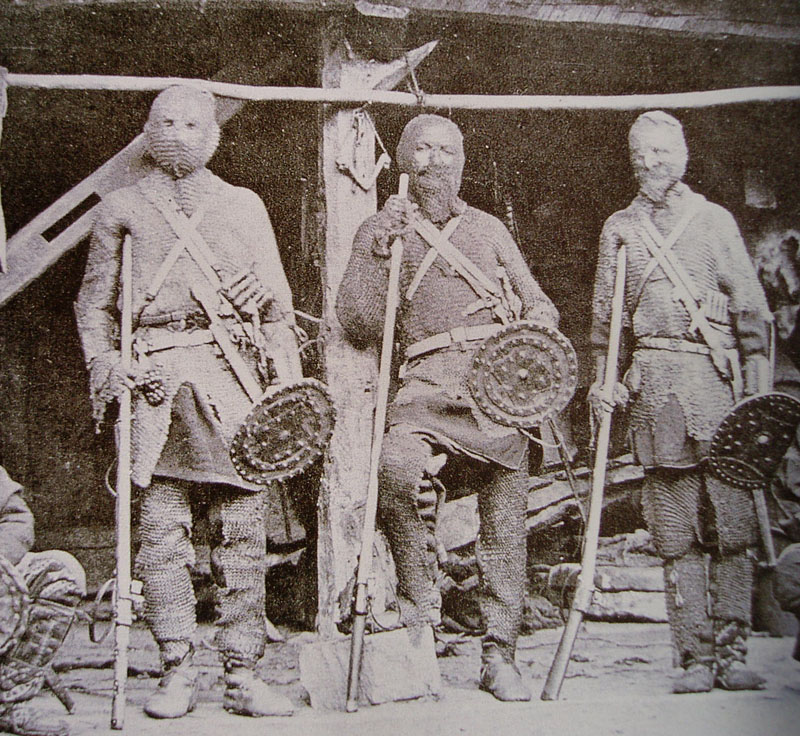
Воины
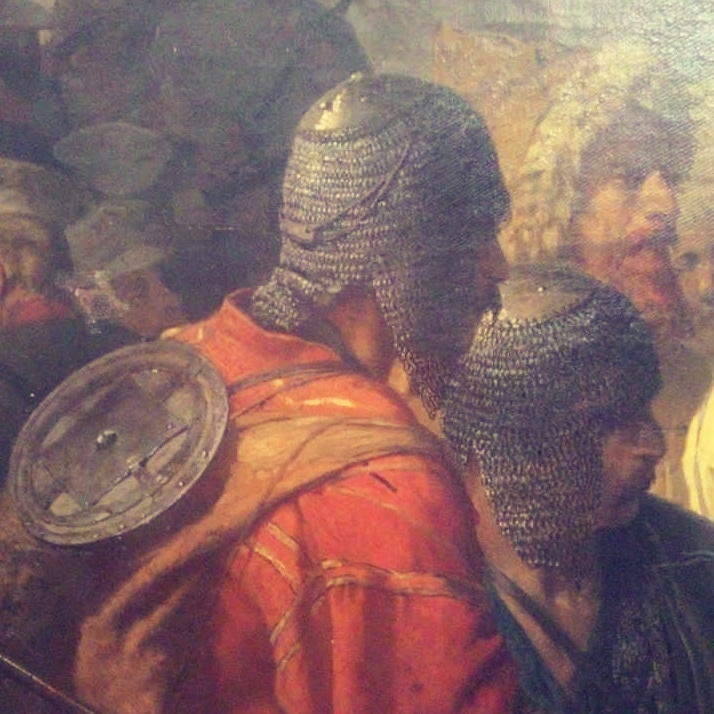
Хевсур Георгий Гватуа.  Фрагмент картины Т. Горшельта.